# Teorema de Brahmagupta

i
implica

En geometria euclidiana, el teorema de Brahmagupta (anomenat així en honor del matemàtic indi Brahmagupta) dona una condició necessària sobre la perpendicularitat de les diagonals d'un quadrilàter cíclic (inscriptible en un cercle).
| Si les diagonals d'un quadrilàter cíclic són perpendiculars, llavors tota recta perpendicular a un costat qualsevol del quadrilàter i que passi per la intersecció de les diagonals, divideix el costat oposat en dues parts iguals. |

## Demostració
Donat un quadrilàter inscriptible ABCD les diagonals del qual són perpendiculars, es vol demostrar que AF = FD. Per això, es demostrarà que AF i FD són tots dos iguals a FM.
L'angle FAM i CBM són iguals (a causa del teorema dels angles inscrits que s'intersequen el mateix arc de cercle). A més, els angles CBM i CME són angles complementaris a l'angle BCM. Finalment, AFM és un triangle isòsceles, i en conseqüència, els seus costats AF i FM són iguals.
De manera anàloga, es demostra que FD = FM. Els angles FDM, BCM, BME i DMF són tots iguals, llavors DFM és un triangle isòsceles, d'on FD = FM. D'aquí, es dedueix que AF = FD, cosa que demostra el teorema.